# STL
STL (siglas provenientes del inglés "STereoLithography", "Standard Triangle Language" o "Standard Tessellation Language".) es un formato de archivo informático de diseño asistido por computadora (CAD) que define geometría de objetos 3D, excluyendo información como color, texturas o propiedades físicas que sí incluyen otros formatos CAD.
Fue creado por la empresa 3D Systems, concebido para su uso en la industria del prototipado rápido y sistemas de fabricación asistida por ordenador.
En especial desde los años 2011-2012 con la aparición en el mercado de impresoras 3D de extrusión de plástico termofusible (personales y asequibles), el formato STL está siendo utilizado ampliamente por el software de control de estas máquinas.